# さとうはるな
さとう はるな（1986年11月11日 - ）は、日本の元AV女優（エイトマン所属）。
京都府出身（所属事務所のプロフィールでは大阪府出身となっている）。身長:150cm。スリーサイズ:B86(E)・W55・H85。血液型:A型。趣味、特技:料理。

## 略歴
ソープ嬢を経て、2007年4月にアイデアポケット専属女優としてAVデビュー。
2008年頃に引退したとみられる。

## 出演作品

### アダルトビデオ
2007年
- First Impression （4月1日、アイデアポケット）
- MAX MOSAIC VOL.13 （5月1日、アイデアポケット）
- IP HIGH SCHOOL （6月1日、アイデアポケット）
- アイドルナースの癒し看護 （7月1日、アイデアポケット）
- CHU-LIP （8月1日、アイデアポケット）
- ご奉仕アイドルメイド （9月1日、アイデアポケット）
- DIGITAL CHANNEL 42 （10月1日、アイデアポケット）
- WHITE LOVERS 「白い恋人」 （11月1日、アイデアポケット）
- はるなつコレクション （12月1日、アイデアポケット）…共演:杉崎夏希

2008年
- 黒人絶頂FUCK （1月1日、アイデアポケット）
- R-18 〜関西女子校生〜 （2月6日、泰成）
- はる （2月13日、無垢） ※「はる」名義
- さとうはるなのギザえろ昇天SEX （2月16日、マキシング）
- イカセッぱっ! 犠牲者 さとうはるな （3月7日、グレイズ）
- はる 囲マレテ… （4月13日、無垢） ※「はる」名義